# Саур Искандера

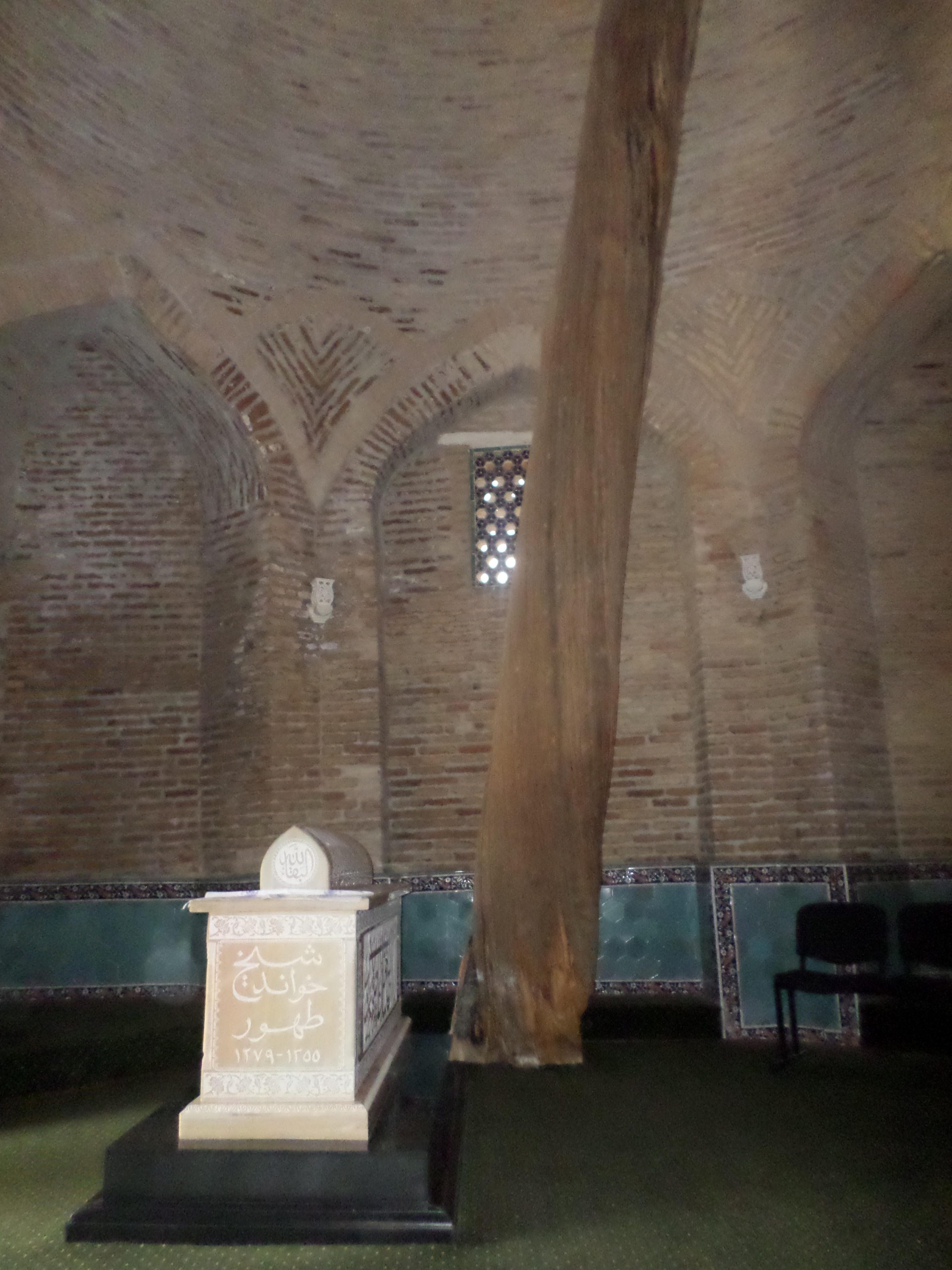
Саур Искандера

Саур Искандера, Саур Македонского — единственный из сорока восьми сауров, согласно легенде, посаженных во времена Александра Македонского, сохранившийся до наших дней.
Саур — хвойное дерево, разновидность древовидного можжевельника.
Находится внутри мавзолея Шейха Ховенди ат-Тахура в Ташкенте.
Место, где сегодня располагается величественный комплекс Шейхантаур было священным задолго до прихода Ислама. Восточная легенда гласит, что сойдя с могучего Буцефала, вороного коня с белым пятном на лбу, Александр Македонский спустился в сардобу, где бил из-под земли священный источник «вечной жизни» — Зем-Зем. Зачерпнув из источника воду своим двурогим шлемом, он медленно ступал по святой земле, делая неспешные глотки. Из кончиков золотых рогов шлема по обе стороны падали на Шашскую землю серебряные капли Зем-Зема. В тех местах, где упали капли, люди, обожествлявшие «царя царей» Александра Великого, посадили деревья породы саур (тюр. савр). Так на этом веками намоленном месте появилась целая аллея саур.
В 20-30 годы XX века, с установлением советской власти, комплекс Шейхантаура был закрыт, а общественная организация «Союз Воинствующих Безбожников» снесла почти все постройки на территории комплекса, включая стволы окаменевших стволов саура.

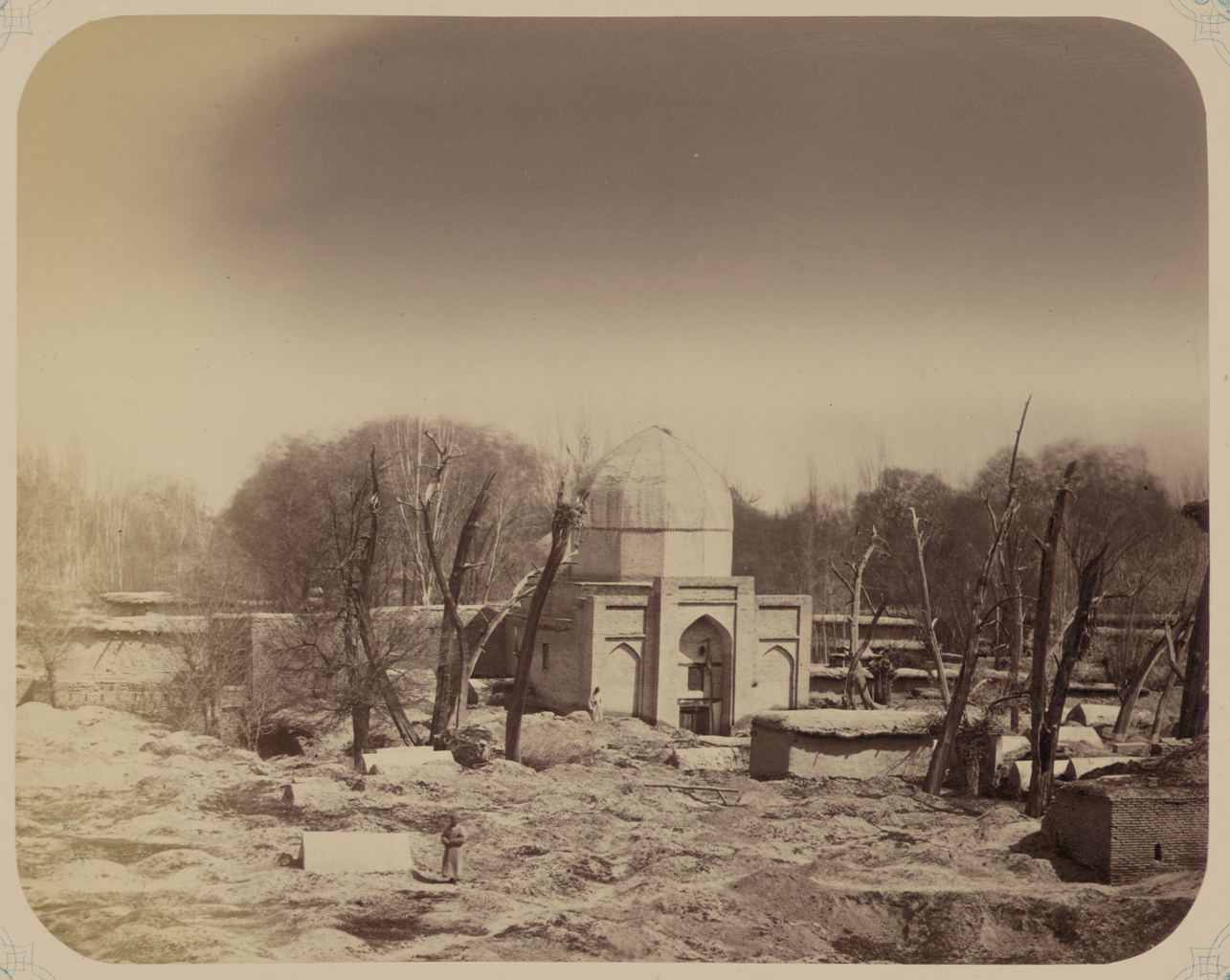